# مسجد زالخان
مسجد زالخان (به ارمنی: Զալխանի մզկիթ) مسجدی در ایروان بود که در محلهٔ شاهار واقع شده بود.

## تاریخ
این مسجد بین کوه‌های گالا و تپه‌باشی در ایروان واقع شده بود. بر اساس باورها، مسجد زالخان بین سال‌های ۱۶۴۹ میلادی تا ۱۶۸۵ میلادی ساخته شده است. طبق گفتهٔ لینچ، بر روی مسجد به خط عربی و به زبان ترکی نوشته شده که مسجد در سال ۱۶۸۷ میلادی ساخته شده است. از این موضوع مشخص می‌کند که مسجدِ شهر پس از زلزلهٔ سال ۱۶۷۹ میلادی ساخته شده است. در سال ۱۹۲۸ میلادی، سالن بزرگ مسجد شهر تخریب شد و در محل آن هتل ایروان ساخته شد. پس از بازسازی در سال ۱۹۹۹ میلادی، هتل اکنون به نام هتل گلدن تلیپ ایروان شناخته می‌شود. یک سند آرشیوی از سال ۱۹۴۹ میلادی که در آرشیو دولتی جمهوری آذربایجان نگهداری می‌شود، بیان می‌کند که مسجد زالخان به عنوان سالن نمایش استفاده می‌شد. هدف از مدرسهٔ دینی مسجد زالخان، که دارای ساختمانی دو طبقه و اتاق‌های متعدد بود، پس از جنگ جهانی دوم تغییر کرد. در حال حاضر، سالن نمایش خانهٔ هنرمندان در آن ساختمان واقع است.